# Hierodula quadripunctata
Hierodula quadripunctata är en bönsyrseart som beskrevs av Werner 1930. Hierodula quadripunctata ingår i släktet Hierodula och familjen Mantidae. Inga underarter finns listade i Catalogue of Life.